# Dry Creek (Bighorn River)
Der Dry Creek ist ein etwa 147 km langer, linker Nebenfluss des Bighorn River im Nordwesten des US-Bundesstaates Wyoming.

## Verlauf
Der Dry Creek entspringt in den östlichen Ausläufern der Absaroka Range im südöstlichen Park County auf einer Höhe von etwa 2070 m, etwa 25 km nordwestlich von Meeteetse und 30 km südwestlich von Cody. Von dort fließt er zunächst in östliche Richtung, unterquert den Wyoming Highway 120 und erhält mit dem South Fork Dry Creek von rechts einen seiner längsten Zuflüsse. Der Fluss fließt im weiteren Verlauf in nordöstliche Richtung ins Bighorn Basin, erreicht das Big Horn County und unterquert bei Emblem den Wyoming Highway 32. Bis zur Mündung verläuft der Dry Creek parallel zum U.S. Highway 14 und weiter östlich auch zu Wyoming Highway 789 und U.S. Highway 310. In mäandrierendem Verlauf fließt der Fluss weiter in östliche Richtung, passiert den South Big Horn County Airport und mündet unmittelbar nördlich von Greybull auf einer Höhe von 1148 m in den Bighorn River.

## Hydrologie
Der Dry Creek ist als Nebenfluss des Bighorn Rivers Teil des Einzugsgebietes des Yellowstone River, der über Missouri und Mississippi in den Golf von Mexiko entwässert. Das Einzugsgebiet des Dry Creek umfasst ein Areal von etwa 1120 km² und grenzt an die Einzugsgebiete von Little Dry Creek und Shoshone River im Norden, Sage Creek im Westen sowie Greybull River im Süden. Der mittlere Abfluss am Pegel an der Mündung in Greybull beträgt 0,72 m³/s, die größten Abflüsse finden sich in den Monaten Mai, Juni, Juli und August.

## Belege
1. 1 2 3 4 5  Dry Creek. In: Geographic Names Information System. United States Geological Survey, United States Department of the Interior (englisch).
2. ↑  USGS 06278000 DRY CREEK AT GREYBULL, WY. Abgerufen am 16. Oktober 2024.